# Championnat de Bolivie de football 1994
Navigation
Saison précédente Saison suivante
La saison 1994 du Championnat de Bolivie de football est la vingtième édition du championnat de première division en Bolivie. Le championnat se dispute en trois phases :
- lors de la première phase, les douze équipes sont réparties en deux groupes et affrontent deux fois leurs adversaires de poule, à domicile et à l'extérieur. Les deux premiers de chaque groupe jouent une phase finale à élimination directe qui détermine les deux qualifiés pour la poule finale.
- la deuxième phase voit à nouveau les clubs être répartis en deux poules, dont les deux premiers se qualifient pour la poule finale.
- la poule finale regroupe les six qualifiés, qui s'affrontent deux fois.

C'est le club de Bolivar La Paz qui remporte la compétition après avoir terminé en tête de la poule pour le titre, avec un quatre points d'avance sur Jorge Wilstermann Cochabamba et cinq sur The Strongest La Paz. C'est le neuvième titre de champion de Bolivie de l'histoire du club.

## Qualifications continentales
Les deux premiers de la poule pour le titre se qualifient pour la Copa Libertadores, le troisième se qualifie quant à lui pour la Copa CONMEBOL.

## Les clubs participants
| - Jorge Wilstermann Cochabamba - San José Oruro - Oriente Petrolero - Bolivar La Paz - CD Metalsan - Destroyers Santa Cruz | - Real Santa Cruz - Promu de Primera B - Ciclón Tarija - Club Blooming - The Strongest La Paz - Club Independiente Petrolero - Club Deportivo Guabirá |

## Compétition
Le barème utilisé pour établir l'ensemble des classements est le suivant :
- Victoire : 2 points
- Match nul : 1 point
- Défaite : 0 point

### Tournoi Ouverture

#### Première phase
| Rang | Équipe                       | Pts | J  | G | N | P  | Bp | Bc | Diff |
| ---- | ---------------------------- | --- | -- | - | - | -- | -- | -- | ---- |
| 1    | Jorge Wilstermann Cochabamba | 15  | 12 | 6 | 3 | 3  | 21 | 10 | +11  |
| 2    | Real Santa CruzP             | 15  | 12 | 6 | 3 | 3  | 15 | 9  | +6   |
| 3    | Club Blooming                | 14  | 12 | 5 | 4 | 3  | 21 | 12 | +9   |
| 4    | Bolivar La Paz               | 14  | 12 | 5 | 4 | 3  | 19 | 18 | +1   |
| 5    | Destroyers Santa Cruz        | 11  | 12 | 3 | 5 | 4  | 10 | 16 | -6   |
| 6    | Ciclón Tarija                | 2   | 12 | 1 | 0 | 11 | 9  | 33 | -24  |

| Rang | Équipe                       | Pts | J  | G | N | P  | Bp | Bc | Diff |
| ---- | ---------------------------- | --- | -- | - | - | -- | -- | -- | ---- |
| 1    | Club Independiente Petrolero | 17  | 12 | 7 | 3 | 2  | 21 | 10 | +11  |
| 2    | San José Oruro               | 15  | 12 | 7 | 1 | 4  | 23 | 20 | +3   |
| 3    | Oriente Petrolero            | 14  | 12 | 6 | 2 | 4  | 22 | 13 | +9   |
| 4    | The Strongest La PazT        | 11  | 12 | 5 | 4 | 3  | 16 | 13 | +3   |
| 5    | Club Deportivo Guabirá       | 11  | 12 | 4 | 3 | 5  | 15 | 18 | -3   |
| 6    | CD Metalsan                  | 3   | 12 | 1 | 1 | 10 | 9  | 29 | -20  |

#### Phase finale
Demi-finales :
| Équipe 1                     | Résultat | Équipe 2        | Aller | Retour |
| ---------------------------- | -------- | --------------- | ----- | ------ |
| Jorge Wilstermann Cochabamba | 4 - 4    | San José Oruro  | 4 - 0 | 0 - 4  |
| Club Independiente Petrolero | 3 - 4    | Real Santa Cruz | 2 - 1 | 1 - 3  |

- Les deux clubs sont qualifiés grâce à des meilleurs résultats lors de la première phase.

Finale :
| Équipe 1                     | Résultat | Équipe 2                     | Aller | Retour | Appui |
| ---------------------------- | -------- | ---------------------------- | ----- | ------ | ----- |
| Jorge Wilstermann Cochabamba | 8 - 5    | Club Independiente Petrolero | 3 - 1 | 0 - 1  | 5 - 3 |

- Les deux finalistes obtiennent leur billet pour la poule finale.

### Tournoi de clôture
| Rang | Équipe                       | Pts | J  | G | N | P  | Bp | Bc | Diff |
| ---- | ---------------------------- | --- | -- | - | - | -- | -- | -- | ---- |
| 1    | Ciclón Tarija                | 16  | 12 | 7 | 2 | 3  | 20 | 12 | +8   |
| 2    | Jorge Wilstermann Cochabamba | 14  | 12 | 6 | 2 | 4  | 18 | 13 | +5   |
| 3    | The Strongest La PazT        | 12  | 12 | 5 | 2 | 5  | 18 | 12 | +6   |
| 4    | Club Deportivo Guabirá       | 12  | 12 | 5 | 2 | 5  | 13 | 16 | -3   |
| 5    | Club Blooming                | 11  | 12 | 5 | 1 | 6  | 20 | 14 | +6   |
| 6    | CD Metalsan                  | 2   | 12 | 1 | 0 | 11 | 2  | 34 | -32  |

| Rang | Équipe                       | Pts | J  | G | N | P | Bp | Bc | Diff |
| ---- | ---------------------------- | --- | -- | - | - | - | -- | -- | ---- |
| 1    | Bolivar La Paz               | 18  | 12 | 8 | 2 | 2 | 26 | 10 | +16  |
| 2    | Real Santa Cruz              | 15  | 12 | 6 | 3 | 3 | 14 | 9  | +5   |
| 3    | San José Oruro               | 14  | 12 | 6 | 2 | 4 | 22 | 18 | +4   |
| 4    | Club Independiente Petrolero | 11  | 12 | 4 | 3 | 5 | 18 | 22 | -4   |
| 5    | Destroyers Santa Cruz        | 10  | 12 | 3 | 4 | 5 | 11 | 17 | -6   |
| 6    | Oriente Petrolero            | 9   | 12 | 3 | 3 | 6 | 11 | 16 | -5   |

- Ciclón Tarija perd sa qualification car il doit disputer un barrage de promotion-relégation en raison de ses mauvais résultats sur l'ensemble de la saison.

### Poule pour le titre
| Rang | Équipe                       | Pts | J  | G | N | P | Bp | Bc | Diff |
| ---- | ---------------------------- | --- | -- | - | - | - | -- | -- | ---- |
| 1    | Bolivar La Paz               | 15  | 10 | 6 | 3 | 1 | 21 | 6  | +15  |
| 2    | Jorge Wilstermann Cochabamba | 11  | 10 | 4 | 3 | 3 | 21 | 16 | +5   |
| 3    | The Strongest La Paz         | 10  | 10 | 3 | 4 | 3 | 11 | 17 | -6   |
| 4    | Club Independiente Petrolero | 9   | 10 | 4 | 1 | 5 | 15 | 13 | +2   |
| 5    | Club Deportivo Guabirá       | 8   | 10 | 2 | 4 | 4 | 9  | 21 | -12  |
| 6    | Real Santa Cruz              | 7   | 10 | 1 | 5 | 4 | 10 | 14 | -4   |

### Barrage de promotion-relégation
| Équipe 1      | Résultat | Équipe 2               | Aller | Retour |
| ------------- | -------- | ---------------------- | ----- | ------ |
| Ciclón Tarija | 2 - 0    | (D2) Club Always Ready | 2 - 0 | 0 - 0  |

## Bilan de la saison
| Championnat de Bolivie de football 1994 |                              |
| Champion                                | Bolivar La Paz (9e titre)    |
| Qualifications continentales            |                              |
| Copa Libertadores 1995                  | Bolivar La Paz               |
| Copa Libertadores 1995                  | Jorge Wilstermann Cochabamba |
| Copa CONMEBOL 1995                      | The Strongest La Paz         |
| Promotions et relégations               |                              |
| Promus en Primera A                     | Club Stormers San Lorenzo    |
| Relégués en Torneo Simon Bolívar        | CD Metalsan                  |